# Jorge Labarca
Jorge Labarca Moreno; (Osorno, 25 de marzo de 1901 - Santiago, 20 de septiembre de 1971), fue un abogado y político liberal chileno. Hijo de Jaime Labarca Manríquez y Rosario Moreno Ogaz.
Estudió en el Liceo de Osorno y en el Colegio San Ignacio. Pasó luego a la Facultad de Derecho de la Universidad de Chile, donde se graduó de abogado en 1929. 
Se dedicó al ejercicio de su profesión en Valparaíso, Concepción y Valdivia. Fue militante del Partido Liberal. Fue Regidor de la Municipalidad de Osorno y Alcalde de la misma ciudad (1938-1941).
Elegido Diputado representando a Osorno y Río Negro (1941-1945). Integró la comisión permanente de Hacienda. 
Sin embargo, habiendo sido electo y ratificado por el Tribunal Calificador de Elecciones, éste dictaminó su exclusión del Congreso Nacional, siendo reemplazado por el conservador José María Pinedo Goycochea, quien se incorporó un mes después de iniciado el período legislativo. Esta situación ocurrió ante reclamos ante el servicio electoral respecto de un empate técnico en las votaciones y un recuento de votos que benefició al candidato del Partido Conservador.